# Joakim Nilsson (futbolista, nacido en 1994)
Joakim Nilsson (Härnösand, 6 de febrero de 1994) es un futbolista sueco que juega de defensa. Fue internacional absoluto por la selección de Suecia entre 2016 y 2022, con la que disputó 14 encuentros.

## Trayectoria
Firmó su primer contrato profesional en noviembre de 2012 con el GIF Sundsvall. En febrero de 2016 fichó por cinco años por el IF Elfsborg.
En julio de 2019 acordó un contrato por tres años por el Arminia Bielefeld, equipo con el que logró el ascenso a la 1. Bundesliga en su primera temporada.
El 1 de junio de 2022 St. Louis City S. C., equipo que se iba a estrenar en la Major League Soccer en 2023, hizo oficial su incorporación a partir del mes de julio. Tres años después su contrato fue rescindido tras varias lesiones que apenas le permitieron jugar 35 partidos.

## Selección nacional
Nilsson formó parte del plantel de Suecia sub-23 que jugó en los Juegos Olímpicos de Río de Janeiro 2016.
Debutó con la selección de Suecia el 6 de enero de 2016 ante Estonia en un encuentro amistoso.

## Estadísticas
Actualizado al último partido disputado el 4 de mayo de 2025.
| Club | Div.          | Temporada     | Liga  | Liga  | Copas nacionales(1) | Copas nacionales(1) | Copas internacionales(2) | Copas internacionales(2) | Total | Total |
| Club | Div.          | Temporada     | Part. | Goles | Part.               | Goles               | Part.                    | Goles                    | Part. | Goles |
| --- | ------------- | ------------- | ----- | ----- | ------------------- | ------------------- | ------------------------ | ------------------------ | ----- | ----- |
| GIF Sundsvall · Suecia                                                                                                  | 1.ª           | 2012          | 0     | 0     | 1                   | 0                   | ―                        | ―                        | 1     | 0     |
| GIF Sundsvall · Suecia                                                                                                  | 2.ª           | 2013          | 2     | 0     | 0                   | 0                   | ―                        | ―                        | 2     | 0     |
| GIF Sundsvall · Suecia                                                                                                  | 2.ª           | 2014          | 8     | 0     | 2                   | 0                   | ―                        | ―                        | 10    | 0     |
| GIF Sundsvall · Suecia                                                                                                  | 1.ª           | 2015          | 20    | 2     | 1                   | 0                   | ―                        | ―                        | 21    | 2     |
| GIF Sundsvall · Suecia                                                                                                  | Total club    | Total club    | 30    | 2     | 4                   | 0                   | 0                        | 0                        | 34    | 2     |
| IF Elfsborg · Suecia | 1.ª           | 2016          | 20    | 0     | 1                   | 0                   | ―                        | ―                        | 21    | 0     |
| IF Elfsborg · Suecia | 1.ª           | 2017          | 27    | 4     | 5                   | 0                   | ―                        | ―                        | 32    | 4     |
| IF Elfsborg · Suecia | 1.ª           | 2018          | 27    | 1     | 3                   | 2                   | ―                        | ―                        | 30    | 3     |
| IF Elfsborg · Suecia | 1.ª           | 2019          | 10    | 0     | 3                   | 1                   | ―                        | ―                        | 13    | 1     |
| IF Elfsborg · Suecia | Total club    | Total club    | 84    | 5     | 12                  | 3                   | 0                        | 0                        | 96    | 8     |
| Arminia Bielefeld · Alemania                                                                                            | 2.ª           | 2019-20       | 29    | 1     | 2                   | 0                   | ―                        | ―                        | 31    | 1     |
| Arminia Bielefeld · Alemania                                                                                            | 1.ª           | 2020-21       | 25    | 0     | 1                   | 0                   | ―                        | ―                        | 26    | 0     |
| Arminia Bielefeld · Alemania                                                                                            | 1.ª           | 2021-22       | 31    | 2     | 1                   | 1                   | ―                        | ―                        | 32    | 3     |
| Arminia Bielefeld · Alemania                                                                                            | Total club    | Total club    | 85    | 3     | 4                   | 1                   | 0                        | 0                        | 89    | 4     |
| St. Louis City S. C. 2 Estados Unidos                                                                                   | 3.ª           | 2023          | 2     | 2     | ―                   | ―                   | ―                        | ―                        | 2     | 2     |
| St. Louis City S. C. 2 Estados Unidos                                                                                   | Total club    | Total club    | 2     | 2     | 0                   | 0                   | 0                        | 0                        | 2     | 2     |
| St. Louis City S. C. Estados Unidos                                                                                     | 1.ª           | 2023          | 9     | 0     | 0                   | 0                   | 0                        | 0                        | 9     | 0     |
| St. Louis City S. C. Estados Unidos                                                                                     | 1.ª           | 2024          | 19    | 1     | ―                   | ―                   | 1                        | 0                        | 20    | 1     |
| St. Louis City S. C. Estados Unidos                                                                                     | 1.ª           | 2025          | 6     | 0     | 0                   | 0                   | ―                        | ―                        | 6     | 0     |
| St. Louis City S. C. Estados Unidos                                                                                     | Total club    | Total club    | 34    | 1     | 0                   | 0                   | 1                        | 0                        | 35    | 1     |
| Total carrera | Total carrera | Total carrera | 235   | 13    | 20                  | 4                   | 1                        | 0                        | 256   | 17    |
| (1) Incluye datos de la Copa de Suecia y la Copa de Alemania. (2) Incluye datos de la Copa de Campeones de la Concacaf. |               |               |       |       |                     |                     |                          |                          |       |       |

## Palmarés

### Títulos nacionales
| Título        | Club              | País     | Año     |
| ------------- | ----------------- | -------- | ------- |
| 2. Bundesliga | Arminia Bielefeld | Alemania | 2019-20 |

## Vida personal
Su hermano mayor Per Nilsson, también fue futbolista profesional.